# Голди, Джон
Джон Го́лди (англ. John Goldie; 1793—1886) — шотландский садовод и путешественник.

## Биография
Джон Голди родился 21 марта 1793 года в деревне Киркосвальд в графстве Эршир в семье Уильяма Гоуди и Джэнет Макклюр. Обладал тягой к языкам, со студенчества в Университете Глазго свободно владел греческим, французским и ивритом, также понимал латынь. Работал садоводом в Ботаническом саду Глазго, где познакомился с известным ботаником Уильямом Джексоном Гукером, под влиянием которого отправился путешествовать. В 1815 году женился на Маргарет Смит, дочери ботаника Джеймса Смита. Сразу же после свадебной церемонии Голди отправился в Эдинбург на собеседование по включении в британскую экспедицию под командованием Дж. Таки по реке Конго. По счастливой случайности Голди не попал на экспедицию, большая часть членов которой погибла от лихорадки (среди которых был ботаник Кристен Смит).
В 1817 году Голди прибыл в Галифакс, где изучал растения на протяжении двух недель, после чего оставил все собранные растения на корабле. Во время переезда Голди в Монреаль все образцы растений, оставленные в Галифаксе, были утеряны. В Монреале Голди надеялся при поддержке Фредерика Пурша организовать экспедицию по Северной Америке, однако Пурш отказал ему. В 1817 году пешим ходом дошёл до Нью-Йорка, после чего вернулся в Монреаль. Все образцы растений, собранные в этом путешествии, также были утеряны. В 1818 году некоторое время занимался ботаникой вдоль реки Оттава. Растения с этого похода, отправленные в Шотландию, также до цели не дошли. В 1819 году он дошёл до Торонто, затем — до Ниагарского водопада и Питтсбурга, после чего вернулся в Монреаль.
В 1824 году посетил Санкт-Петербург. В 1830 году снова ездил в Россию, а в 1833 — в Монреаль к своему брату Дэвиду в поисках доступного земельного участка. Старшие два сына Джона эмигрировали в США в 1842 году. В 1844 году Джон прибыл в Канаду вместе с шестерыми младшими детьми, обосновавшись в Онтарио. Приобретя ферму близ маленького поселения Эр и назвав её Гринфилд, Голди основал там малоуспешный питомник, продолжая переписываться с Гукером. В 1854 году дом Голди полностью сгорел вместе с дневниками и образцами растений из России и Америки. После пожара на территории имения Голди был построен новый кирпичный дом. В настоящее время близ имения Голди установлена памятная доска.
23 июля 1886 года Джон Голди скончался в деревне Эр тауншипа Норт-Дамфриз регионального муниципалитета Уотерлу, куда он переехал в 1884 году.

## Некоторые научные работы
- Goldie, J. Description of some new and rare plants discovered in Canada in the year 1819 (англ.) // The Edinburgh Philosophical Journal : journal. — 1822. — Vol. 6. — P. 319—333.

## Некоторые виды, названные в честь Дж. Голди
- Aristolochia goldieana Hook.f., 1865 [≡ Pararistolochia goldieana (Hook.f.) Hutch. & Dalziel, 1927]
- Aspidium goldieanum Hook., 1822 [≡ Dryopteris goldieana (Hook.) A.Gray, 1848]
- Dracaena goldieana W.Bull ex Mast. & Moore, 1872